# 東京エレクトロン (エアータオル)
東京エレクトロン株式会社（とうきょうエレクトロン、英: Tokyo Electron Co.,Ltd.）は東京都多摩市唐木田に本社を置く電機メーカー。1960年に日本初となるハンドドライヤー「エアータオル」を発売し、主力製品としている。
関連会社として直販を行う株式会社エアータオルがある。
新型コロナ禍に見舞われた2020年、ハンドドライヤーは手についた菌を拡散させ、感染を広げる可能性があるとして、5月より日本国内では多くの場所で使用が禁止された。製造・販売機器の大半がハンドドライヤーである同社は売り上げがコロナ禍前の1割程度まで落ち込み、社員は11人から半減して5人になった。しかし、海外の多くの国ではハンドドライヤーの使用は禁止されておらず、同社は専門家や同業他社と協力し、実験を行い、感染拡大につながらないことを科学的に証明した。このデータをもって顧客対応にあたったが、売り上げの完全回復までには至らず、2024年時点でもコロナ禍前の4割程度にとどまっている。
元々取り扱いのあった手を消毒するための噴霧器がコロナ需要で発注が増え、ハンドドライヤーの売上減分を補ってくれていたという。